# Formel von Bretschneider

Konvexes Viereck

Die Formel von Bretschneider, benannt nach Carl Anton Bretschneider, berechnet die Fläche eines Vierecks basierend auf seinen Seiten und Diagonalen. Sie ist damit eine Verallgemeinerung der Formel von Brahmagupta, die nur für Sehnenvierecke gilt und selbst eine Verallgemeinerung der Formel von Heron für die Fläche eines Dreiecks darstellt.
Die Fläche eines Vierecks ABCD mit Seiten {\displaystyle a,b,c,d} und Diagonalen {\displaystyle e,f} berechnet sich wie folgt:
{\displaystyle {\begin{aligned}F&={\tfrac {1}{4}}{\sqrt {4e^{2}f^{2}-(b^{2}+d^{2}-a^{2}-c^{2})^{2}}}\\&={\sqrt {(s-a)(s-b)(s-c)(s-d)-{\tfrac {1}{4}}(ac+bd+ef)(ac+bd-ef)}}.\end{aligned}}}
Hierbei ist {\displaystyle s} der halbe Umfang des Vierecks mit {\displaystyle s={\tfrac {1}{2}}(a+b+c+d)} und der Korrekturterm {\displaystyle {\tfrac {1}{4}}(ac+bd+ef)(ac+bd-ef)} ist nach dem Satz von Ptolemäus genau dann 0, wenn es sich um ein Sehnenviereck handelt.
Die Formel besitzt auch trigonometrische Varianten, bei denen statt der Diagonalen zwei gegenüberliegende Innenwinkel des Vierecks verwendet werden:
{\displaystyle {\begin{aligned}F&={\sqrt {(s-a)(s-b)(s-c)(s-d)-abcd\cdot \cos ^{2}\left({\frac {\alpha +\gamma }{2}}\right)}}\\&={\sqrt {(s-a)(s-b)(s-c)(s-d)-{\tfrac {1}{2}}abcd[1+\cos(\alpha +\gamma )]}}\end{aligned}}}
Auch hier fällt der Korrekturterm im Spezialfall des Sehnenvierecks weg, da sich in diesem gegenüberliegende Winkel zu {\displaystyle \pi } ergänzen und {\displaystyle \cos({\tfrac {\pi }{2}})=0} beziehungsweise {\displaystyle \cos(\pi )=-1} gilt.
Sowohl F. Strehlke als auch C. A. Bretschneider veröffentlichten trigonometrische Varianten der Formel erstmals 1842 in zwei separaten Artikeln, die erste Darstellung mit Hilfe der Diagonalen erschien in einer Publikation von G. Dostor (1868), während die zweite Darstellung mit den Diagonalen und dem Korrekturterm auf J. L. Coolidge (1939) zurückgeht.